# جان بوردن
جان بوردن (بالفرنسية: Jean Bourdon)‏ هو مهندس فرنسي، ولد في 1601 في روان في فرنسا، وتوفي في 1668 في مدينة كيبك في كندا.